# 衝動 (B'z單曲)
《衝動》是日本樂團B'z的第40張單曲。

## 簡介
- B'z自歌曲《ONE》以來第四次成為名偵探柯南的主題曲
- B'z所有歌曲裡，唯一完全使用漢字當歌名的歌曲
- 最終銷量約30.4萬張。

## 製作人員
- 松本孝弘：吉他・全曲作曲・編曲
- 稻葉浩志：主唱・全曲作詞
- Shane Gaalaas：鼓（#1）
- 德永曉人：貝斯・全曲編曲

## 收錄曲
- 1.(3:17)
- 2. (4:07)

## 主題曲
- 讀賣電視台動畫『名偵探柯南』播放10周年記念主題歌（片頭曲）・2006年1月9日 - 2006年5月8日（#1）。
- 日本電視台週六連續劇『美食偵探王 』主題曲（#2）。

## 收錄專輯
- MONSTER（#1、MONSTER MiX）
- B'z The Best "ULTRA Pleasure"（#1）
- THE BEST OF DETECTIVE CONAN 3 〜名偵探柯南 主題曲集3〜（#1)